# Байрамов, Афган Шахин оглы
Афган Байрамов (азерб. Əfqan Bayramov; род. 14 октября 1983, Сураханы) — азербайджанский тяжёлоатлет. Чемпион Европы 2012 и 2015 годов.

## Карьера
Родился 14 октября 1983 года в Сураханы.
На чемпионате Европы по 2012 года завоевал две золотые медали (в толчке и по сумме двоеборья). В рывке поднял 143 кг., в толчке  — 178 кг., по сумме — 321 кг. В рывке занял седьмое место.
19 февраля 2013 года установил рекорд чемпионата Азербайджана по тяжёлой атлетике, подняв в толчке 200 кг.
В сентябре 2013 года на III Играх исламской солидарности завоевал серебряную медаль с результатом по сумме — 320 кг. В рывке поднял 138 кг, в толчке — 182 кг.
На чемпионате Европы 2015 года завоевал золотую медаль в толчке, подняв 192 кг.
Представлял Азербайджан на Олимпийских играх 2008 года, где занял 7-е место. Представлял Азербайджан на Олимпийских играх 2012 года в Лондоне.